# Emergency Response Unit (Irlande)
Pour les articles homonymes, voir ERU et Emergency Response Unit.
 (janvier 2013).
Si vous disposez d'ouvrages ou d'articles de référence ou si vous connaissez des sites web de qualité traitant du thème abordé ici, merci de compléter l'article en donnant les références utiles à sa vérifiabilité et en les liant à la section « Notes et références ».

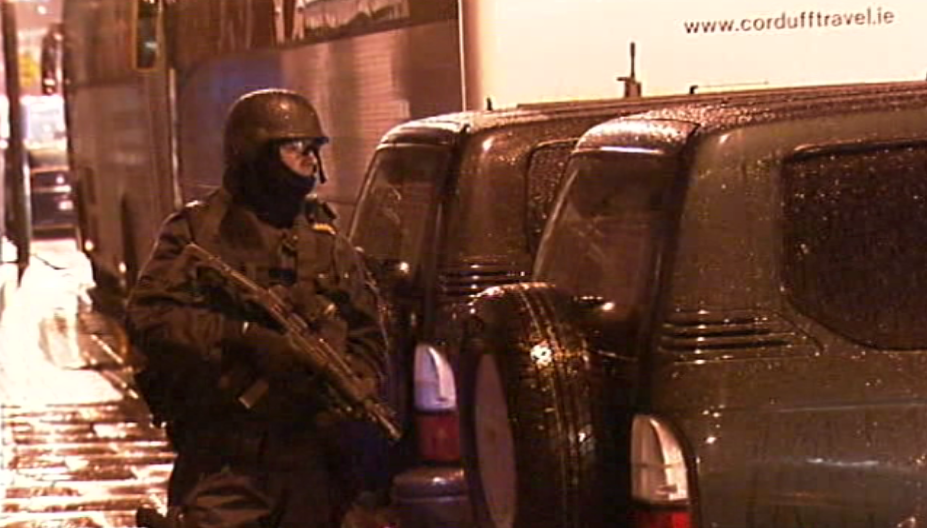
Un membre en patrouille à Dublin après une série de règlements de comptes

L’Ermegency Response Unit (Aonad Práinnfhreagartha) est le groupe d'intervention de la Garda Síochána irlandaise.

## Histoire
Apparue en 1975 comme Special Task Force, elle s'appelle Ermegency Response Unit depuis 1987.

## Missions et organisation
Ses missions sont quasiment identiques à celle du GIGN. Sa base est dans la ville de Dublin. Elle aligne une cinquantaine de gardai, tous volontaires.

## Armements
- Remington 870, avec Red dot
- Uzi
- HK MP7 (en vue de remplacer l'UZI 9 mm)
- Steyr SSG 69
- G3KA4
- HK33
- Smith & Wesson 10
- Smith & Wesson M59
- Sig-Sauer P226

## Véhicules utilisés
- Range Rover
- Toyota Land Cruiser
- BMW X5
- Ford Galaxy
- Ford Mondeo
- BMW Série 5
- Ford Ranger (transformé en Tactical Assault Vehicle)